# Талапти (Коксуський район)
Талапти́ (каз. Талапты) — село у складі Коксуського району Жетисуської області Казахстану. Входить до складу Лабасинський сільського округу.
У радянські часи село називалось Жаршапкан.
Населення — 1162 особи (2021; 1488 у 2009, 1255 у 1999, 1131 у 1989).